# Микроканонический ансамбль

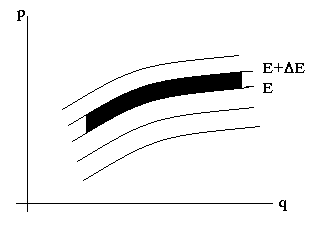
Представление микроканонического ансамбля в фазовом пространстве. Система находится между энергетическими уровнями E и E + ΔE.

Микроканонический ансамбль — статистический ансамбль макроскопической изолированной системы с постоянными значениями объёма V, числа частиц N и энергии E. Понятие микроканонического ансамбля является идеализацией, так как в действительности полностью изолированных систем не существует. В микроканоническом распределении Гиббса все микроскопические состояния, отвечающие данной энергии, равновероятны согласно эргодической гипотезе. Теорема Гиббса, доказанная автором, утверждает, что малую часть микроканонического ансамбля можно рассматривать в качестве канонического ансамбля.

## Классическая статистика
Если через H (q, p) обозначить функцию Гамильтона, то есть энергию системы в зависимости от координат q и импульсов p каждой частицы, то функция распределения частиц по ним будет равномерной и отличной от нуля лишь на фазовой поверхности H (q, p)=E:
{\displaystyle \rho (q,p)=g^{-1}\delta (H(q,p)-E)},
где δ — дельта-функция, а постоянная g — плотность состояний (то есть фазового объёма), определяемая условием нормировки функции распределения на единицу при интегрировании по всем различным микросостояниям:
{\displaystyle {\frac {1}{N!}}\int \rho (q,p)d\Gamma =1}
dГ — элемент фазового объёма, который в классическом случае равен {\displaystyle d\Gamma =dpdq}, а в квантовом случае в трёхмерном пространстве {\displaystyle d\Gamma =dpdq/h^{3N}}, где h — постоянная Планка ({\displaystyle h=2\pi \hbar }). То есть, элемент фазового объёма dГ ,выраженный с помощью постоянной Дирака,   {\displaystyle d\Gamma ={\frac {dpdq}{(2\pi \hbar )^{3N}}}}

## Интервал энергии
Если система имеет энергию Е с точностью ΔE, то состояния с энергиями в слое (E, E + ΔE) также предполагаются равновероятными:
{\displaystyle \rho (q,p)={\begin{cases}{\frac {1}{g\Delta E}},&E\leq H(q,p)\leq E+\Delta E\\0,&|H(p,q)-E|>\Delta E\end{cases}}}
Здесь нормировочным множителем {\displaystyle g\Delta E={\frac {d\Gamma }{dE}}\Delta E=\Delta \Gamma (E,N,V)} выступает статистический вес (то есть число состояний в слое, его фазовый объём), определяемый заданными параметрами макросостояния.

## Квантовая статистика
В квантовых системах ΔE обусловлено соотношением неопределённостей в связи со временем наблюдения. При этом можно рассматривать ансамбль полностью изолированных систем, когда ΔE/E → 0. Равномерное распределение вероятностей {\displaystyle w(E_{k})} квантовых состояний с энергиями {\displaystyle E_{k}} в слое (E, E + ΔE) имеет аналогичный вышеописанному вид:
{\displaystyle w(E_{k})={\begin{cases}{\frac {1}{\Delta \Gamma }},&E\leq E_{k}\leq E+\Delta E\\0,&|E_{k}-E|>\Delta E\end{cases}}}
Нормировка при этом дискретна: {\displaystyle \sum _{k}w(E_{k})=1}

## Термодинамика
Термодинамические потенциалы, а с ними и вся термодинамика микроканонического ансамбля строится из энтропии, напрямую связанной со статистическим весом формулой Больцмана: {\displaystyle S(E,N,V)=k~ln\Delta \Gamma (E,N,V)}, где k — постоянная Больцмана.
Микроканоническое распределение неудобно здесь для практического применения, так как для вычисления статистического веса необходимо вычислить все микросостояния системы.

## Численное моделирование
Численное моделирование методом Монте-Карло микроканонического ансамбля также таит в себе затруднение — ведь энергия строго фиксирована, поэтому её случайное изменение не должно забываться, а отдаваться и забираться на каждом шаге через виртуальную подсистему («демона», аналога демона Максвелла), энергия которой не должна перескакивать нулевой порог (условие принятия конфигурации в шаге Монте-Карло).